# عولمة
العولمة، هي عملية التفاعل والتكامل بين الأشخاص والشركات والحكومات في جميع أنحاء العالم. ظهر مصطلح العولمة لأول مرة في أوائل القرن العشرين (ليحل محل المصطلح الفرنسي السابق (mondialisation)، وتطور معناه الحالي في وقت ما في النصف الثاني من القرن العشرين، ودخل حيز الاستخدام الشائع في التسعينيات لوصف الاتصال الدولي غير المسبوق لما بعد العولمة. -عالم الحرب الباردة. يمكن إرجاع أصول العولمة إلى القرنين الثامن عشر والتاسع عشر بسبب التقدم في تكنولوجيا النقل والاتصالات. وقد أدت هذه الزيادة في التفاعلات العالمية إلى نمو التجارة الدولية وتبادل الأفكار والمعتقدات والثقافة. العولمة هي في المقام الأول عملية اقتصادية للتفاعل والتكامل ترتبط بالجوانب الاجتماعية والثقافية. ومع ذلك، فإن النزاعات والدبلوماسية الدولية تشكل أيضًا جزءًا كبيرًا من تاريخ العولمة والعولمة الحديثة.
تعني العولمة أيضا جعل الشيء عالميّاً أو جعل الشيء دولي الانتشار في مداه أو تطبيقه. أما جعل الشيء دولياً فقد يعني غالباً جعل الشيء مناسباً أو مفهوماً أو في المتناول لمختلف دول العالم. وتمتد العولمة لتكون عملية تحكم وسيطرة ووضع قوانين وروابط، مع إزاحة أسوار وحواجز محددة بين الدول وبعضها البعض. تعرف مجموعة من الدول الرأسمالية المتحكمة في الاقتصاد العالمي نمواً كبيراً جعلها تبحث عن مصادر وأسواق جديدة مما يجعل حدودها الاقتصادية تمتد إلى ربط مجموعة من العلاقات مع دول نامية لكن الشيء غير المرغوب فيه هو أن هذه الدول المتطورة على جميع المستويات الفكرية والثقافية والعلمية دخلت في هوية الدول الأخرى إلا أنها حافظت على هويتها الثقافية خاصة وأن العولمة لم تقتصر فقط على البعد المالي والاقتصادي بل تعدت ذلك إلى بعد حيوي ثقافي متمثل في مجموع التقاليد والمعتقدات والقيم كما أن العولمة لا تعترف بالحدود الجغرافية لأي بلد بل جعلت من العالم قرية صغيرة.
يستخدم مفهوم العولمة لوصف كل العمليات التي تكتسب بها العلاقات الاجتماعية نوعاً من عدم الفصل وتلاشي المسافة، حيث تجري الحياة في العالم كمكان واحد ـ قرية واحدة صغيرة ويعرف المفكر البريطاني رونالد روبرتسون العولمة بأنها «اتجاه تاريخي نحو انكماش العالم وزيادة وعي الأفراد والمجتمعات بهذا الانكماش» كما يعرفها مالكوم واترز مؤلف كتاب العولمة بأنها «كل المستجدات والتطورات التي تسعى بقصد أو بدون قصد إلى دمج سكان العالم في مجتمع عالمي واحد».
ويمكن وضع مفهوم آخر للعولمة إلا وهو الكلمة المستخدمة لوصف الترابط المتزايد لاقتصاديات العالم، والثقافات، والسكان، الناتج عن التجارة عبر الحدود في السلع والخدمات، والتكنولوجيا، وتدفقات الاستثمار، والأشخاص، والمعلومات. أقامت البلدان شراكات اقتصادية لتسهيل هذه التحركات على مدى قرون عديدة. لكن المصطلح اكتسب شعبية بعد الحرب الباردة في أوائل التسعينيات، حيث شكلت هذه الترتيبات التعاونية الحياة اليومية الحديثة. يستخدم هذا الدليل المصطلح بشكل أكثر تحديدًا للإشارة إلى التجارة الدولية وبعض تدفقات الاستثمار بين الاقتصادات المتقدمة، مع التركيز في الغالب على الولايات المتحدة. وبسبب الترابط الاقتصادي والتجاري بين الدول عمل على ربط العالم ببعضه البعض كأنه قرية صغيرة. ويمكن وضع مفهوم آخر للعولمة على أنها عملية التفاعل والتكامل بين الأفراد والشركات والحكومات في جميع أنحاء العالم. تسارعت العولمة منذ القرن الثامن عشر بسبب التقدم في تكنولوجيا النقل والاتصالات. أدت هذه الزيادة في التفاعلات العالمية إلى نمو التجارة الدولية وتبادل الأفكار والمعتقدات والثقافة. العولمة هي في المقام الأول عملية اقتصادية للتفاعل والتكامل ترتبط بالجوانب الاجتماعية والثقافية. ومع ذلك، فإن الخلافات والدبلوماسية هي أيضًا أجزاء كبيرة من تاريخ العولمة والعولمة الحديثة.

## نشأة العولمة
استخدمت كلمة العولمة في اللغة الإنجليزية منذ ثلاثينيات القرن العشرين، ولكن في سياق التعليم فقط ولم يحظ المصطلح باهتمام كبير. على امتداد العقود القليلة التالية، كان المصطلح يستخدم من حين لآخر من قبل الباحثين والإعلام، ولكنه لم يكن معرفًا بشكل واضح. من أول استخدامات المصطلح بالمعنى الذي يحاكي الاستخدام اللاحق الشائع كان استخدامه من قبل عالم الاقتصاد الفرنسي فرانسوا بيررو في مقالاته من أوائل ستينيات القرن العشرين (في أعماله الفرنسية استخدم مصطلح المونديالية (وتعني حرفيًا العالمية)). يعزى إلى ثيودور ليفيت الفضل غالبًا في إشاعة المصطلح بين العامة وجعله أقرب إلى الأوساط التجارية السائدة لاحقًا في منتصف ثمانينيات القرن العشرين.
منذ اصطلاحه، فإن مفهوم العولمة حفز تعريفات وتفسيرات متنافسة. ويرجع أسلاف المصطلح إلى الحركات الكبرى للتجارة والإمبراطورية في آسيا والمحيط الهندي من القرن الخامس عشر وما بعده. وبسبب تعقيد المفهوم، غالبًا ما يبقى العديد من المشاريع البحثية والمقالات والنقاشات مركزًا على جانب واحد من العولمة.

في 1848، لاحظ كارل ماركس ازدياد مستوى الاعتماد المتبادل بين الدول بسبب الرأسمالية، وتنبأ بالخاصية العالمية لمجتمع العالم المعاصر. وقد قال:
«قدمت البورجوازية من خلال استغلالها للسوق العالمي خاصية عالمية للإنتاج والاستهلاك في كل بلد. ولتزيد من حسرة الرجعيين، فقد سحبت من تحت أقدام الصناعة البساط الوطني الذي تقف عليه. كل الصناعات الوطنية المؤسسة قديمًا دمرت أو تدمر يوميًا... وفي محل الانعزال المحلي القديم للأمم واكتفائها الذاتي نجد الارتباطات في كل اتجاه، والاعتماد المتبادل للأمم على بعضها».
يعرف عالما الاجتماع مارتين ألبرو وإليزابيث كينغ العولمة بأنها «كل تلك العمليات التي يندمج بواسطتها الناس في العالم في مجتمع عالمي وحيد». في عواقب الحداثة، كتب أنثوني غيدنز: «يمكن للعولمة بالتالي أن تعرف بأنها تكثيف العلاقات الاجتماعية العالمية التي تربط المجتمعات المحلية المتباعدة بطريقة تتشكل فيها المجريات المحلية بالأحداث التي تحدث على بعد الكثير من الأميال وبالعكس». في 1992، وصف رولاند روبرتسون -أستاذ علم الاجتماع في جامعة آبردين ومن أوائل الكتاب في هذا المجال- العولمة بأنها «انضغاط العالم وتكثيف وعي العالم ككل».

في التحولات العالمية، يصرح ديفيد هيلد وزملاؤه قائلين:
مع أن العولمة بالمعنى المبسط تشير إلى توسع وتعمق وتسرع الارتباط المتبادل للعالم، فإن هكذا تعريف يتطلب توضيحًا أكبر... يمكن أن تحدد العولمة على مقياس متصل مع المحلي والوطني والإقليمي. في أحد طرفي المقياس المتصل توجد العلاقات والشبكات الاجتماعية والاقتصادية المنظمة على أساس محلي و/أو وطني؛ وعلى الطرف الآخر توجد العلاقات والشبكات الاجتماعية والاقتصادية التي تتبلور على النطاق الأوسع من التفاعلات الإقليمية والعالمية المتبادلة. يمكن أن تشير العولمة إلى هذه العمليات الزمنية المكانية من التعيير التي تحدد تحولًا في تنظيم الشؤون البشرية عن طريق ربط الأنشطة البشرية وتوسعتها على امتداد الأقاليم والقارات. ودون الإشارة إلى هكذا روابط مكانية توسعية، لا يمكن أن توجد صيغة متناسقة أو واضحة لهذا المصطلح. ... يجب على التعريف المرضي للعولمة أن يعبر عن كل هذه العناصر: السعة (التمدد)، والشدة (الكثافة)، والسرعة، والأثر.
وصف تعريف هيلد وزملائه الكتاب للعولمة في ذلك الكتاب نفسه بوصفها «تحولًا في التنظيم المكاني للعلاقات الاجتماعية والصفقات -مقيمةً من حيث سعتها وشدتها وسرعتها وأثرها- يولد تدفقات بين قارية أو بين إقليمية» بكونه «أكثر تعريف استخدامًا على الأرجح» في مؤشر دي إتش إل للاتصال العالمي لعام 2014.

يقول الصحفي السويدي ثوماس لارسوم في كتابه السباق إلى القمة: القصة الحقيقية للعولمة، إن العولمة:
هي عملية تقليص العالم، وتقصير المسافات، وتقارب الأشياء. وهي تتماشى مع تزايد سهولة تفاعل شخص في أحد أطراف العالم، لمصلحة مشتركة، مع شخص في الطرف المقابل من العالم.
يعرف بول جيمس العولمة مع تركيز أكثر مباشرةً ضمن سياق تاريخي أكثر:
العولمة هي امتداد العلاقات الاجتماعية بعرض فضاء العالم، مع تعريف فضاء العالم هذا تبعًا للطرق المتغيرة تاريخيًا حسب الممارسة والفهم الاجتماعي له على امتداد زمن العالم المتغير.
يعرف مانفرد ستيغر -أستاذ الدراسات العالمية ورائد الأبحاث في معهد المدن العالمية في جامعة آر إم آي تي- أربعة أبعاد تجريبية أساسية للعولمة: وهي البعد الاقتصادي، والسياسي، والثقافي، والبيئي. مع بعد خامس -الأيديولوجي- يخترق الأبعاد الأخرى. ويمتلئ البعد الأيديولوجي، وفقًا لستيغر، بمجموعة من الأعراف والادعاءات والمعتقدات والسرديات الخاصة بالظاهرة نفسها.
صرح جيمس وستيغر بأن مفهوم العولمة «انبثق من تقاطع أربع مجموعات مترابطة من «مجتمعات الممارسة» (وينغر، 1998): الأكاديميون، الصحفيون، الناشرون/المحررون، المكتبيون». وذكرا أن المصطلح استخدم «في التعليم لوصف الحياة العالمية للعقل»، وفي العلاقات الدولية لوصف امتداد السوق الأوروبية المشتركة، وفي الصحافة لوصف كيفية «اتخاذ الزنج الأمريكي ومشاكله أهمية عالمية». وجادلا أيضًا بإمكانية تمييز أربعة أشكال من العولمة تكمل وتقطع الأبعاد التجريبية. وفقًا لجيمس، فإن أقدم شكل سائد من العولمة هو العولمة المتجسدة، حركة الناس. الشكل الثاني هو العولمة الممتدة بالوكالة، تداور وكلاء مؤسسات ومنظمات وكيانات سياسية مختلفة، بما فيها عملاء الإمبريالية. والعولمة الممتدة بالأشياء، الشكل الثالث، هي حركة السلع والأشياء الأخرى المتبادلة. ويدعو نقل الأفكار والصور والمعرفة والمعلومات عبر فضاء العالم العولمة منزوعة الجسد، ويرى بأنها حاليًا الشكل السائد من العولمة. يرى جيمس أن سلسلة التمييزات هذه تسمح بفهم كيف أن -في الوقت الحالي- أكثر أشكال العولمة تجسدًا كحركة اللاجئين والمهاجرين في تقييد متزايد، في حين أن القيود مرفوعة أكثر عن الأشكال الأقل تجسدًا كتداول الأدوات والقوانين المالية.
شهر الصحفي ثوماس ل. فريدمان مصطلح «العالم المسطح» مجادلًا بأن التجارة المعولمة، والتعهيد، وسلاسل التوريد، والقوى السياسية غيرت العالم بشكل دائم، سواءً كان ذلك للأفضل أم الأسوأ. وأكد أن خطو العولمة يتسارع وأن أثرها على تنظيم التجارة وممارستها سيستمر بالنمو.
عرف الاقتصادي تاكيس فوتوبولوس «العولمة الاقتصادية» بأنها انفتاح أسواق السلع ورأس المال والعمل ورفع القيود عنها، بما أدى إلى العولمة الحالية الليبرالية الجديدة. واستخدم «العولمة السياسية» للإشارة إلى ظهور النخبة العابرة للدول وتراجع فكرة الدولة القومية. بينما استخدم «العولمة الثقافية» في إشارة إلى التجانس العالمي للثقافة. من استخداماته الأخرى «العولمة الأيديولوجية»، و«العولمة التقنية»، و«العولمة الاجتماعية».
يعرف ليتشنر وبولي (2012) العولمة بأنها أن تصبح أعداد أكبر من الناس على امتداد مسافات كبيرة متصلة بطرق أكثر وبطرق مختلفة.
يستخدم مصطلح «الغلوبوفوبيا» أو فوبيا العولمة للإشارة إلى الخوف من العولمة، ولكن المصطلح الإنجليزي نفسه يمكن أن يستخدم للإشارة إلى الخوف من البالونات.

## نبذة تاريخية

النظام العالمي خلال القرن الثالث عشر كما وصفته الباحثة جانيت أبو لوغد

هناك أسباب مباشرة وغير مباشرة يمكن تتبعها؛ لمعرفة العوامل التاريخية التي تؤثر على العولمة. بدأت العولمة واسعة النطاق في القرن التاسع عشر.

### العولمة القديمة
تشير العولمة القديمة -على نحو تقليدي- إلى مرحلة في تاريخ العولمة تتضمن الأحداث والتطورات التي أخذت في العولمة منذ عصر الحضارات الأولى وحتى القرن السادس عشر تقريبًا. يُستخدم مصطلح العولمة القديمة لوصف العلاقات بين المجتمعات والدول، ولوصف الكيفية التي نشأت بها تلك العلاقات نتيجة للإنتشار الجغرافي للأفكار والأعراف الاجتماعية على المستويين المحلي والإقليمي.
في هذا التصور، طُرحت ثلاثة شروط أساسية لتفسير حدوث العولمة. يتلخص الشرط الأول في فكرة الأصول الشرقية، التي تُظهِر كيف عمل العالم الغربي على اقتباس المبادئ المستفادة من الشرق وتطويعها وتنفيذها. فلولا إنتشار الأفكار التقليدية من الشرق، ما كانت العولمة الغربية لتظهر بالطريقة التي ظهرت بها. إنما الشرط الثاني في المسافة. فلم تكن التفاعلات بين الدول تتم على نطاق عالمي، بل انحصرت في أغلب الأحيان في آسيا وشمال أفريقيا والشرق الأوسط وأجزاء معينة من أوروبا. في ظل العولمة المبكرة، كان من الصعب على الدول أن تتفاعل مع دول أخرى ليست على مقربة منها. مؤخرًا، أتاح التقدم التكنولوجي للدول معرفة ما يجري في الدول الأخرى، لذا يمكن أن تحدث مرحلة أخرى من العولمة. أما الخيار الثالث فيتعلق بالتكافل والأعتماد المتبادل، والإستقرار، والملاءمة. إذا لم تكن الدولة معتمدة على دولة أخرى، فلا سبيل لتأثر أي من الدولتين بالأخرى، وهذه إحدى القوى الدافعة وراء العلاقات والتجارة العالمية، ولولا هذين الأمرين لما ظهرت العولمة بالطريقة التي ظهرت بها، ولظلت الدول تعتمد في عملها على إنتاجها وعلى مواردها الخاصة. هذه إحدى الجدالات المتعلقة بفكرة العولمة المبكرة، ويقال أن العولمة القديمة لم تعمل بطريقة مماثلة للعولمة الحديثة؛ لأن الدول لم تكن مترابطة مع بعضها كما هي اليوم.
من المفترض أيضاً وجود طبيعة تعددية أو طبيعة «متعدد الأقطاب» للعولمة القديمة، التي تنطوي على مشاركة نشطة من غير الأوروبيين. ولأن العولمة القديمة سبقت ما يعرف بالتباعد الكبير -في القرن التاسع عشر بعد تقدم أوروبا الغربية على بقية العالم من ناحية الإنتاج الصناعي والناتج الاقتصادي- لم تكن العولمة القديمة مدفوعةً من قِبل أوروبا فحسب، بل من مراكز متقدمة اقتصاديًا لمراكز العالم القديم أيضًا، مثل: كجرات، والبنغال، والصين الساحلية واليابان.
يزعم الباحث الأقتصادي والأجتماعي الألماني أندري غوندر فرانك أن العولمة ظهرت في شكل من أشكالها منذ أن توطدت العلاقات التجارية بين السومريين وحضارة وادي السند في الألفية الثالثة قبل الميلاد. وُجدت هذه العولمة القديمة في العصر الهلنستي، عندما كانت المراكز التجارية المتحضرة تتمركز حول الثقافة اليونانية التي امتدت من الهند في الشرق امتدادًا إلى إسبانيا في الغرب، بما في ذلك الإسكندرية التي أنشئها الإغريق ومدنها الأخرى. في وقت مبكر، أرغم الموقع الجغرافي لليونان وضرورةُ إستيراد القمح اليونانيينَ على الإنخراط في التجارة البحرية. لم تكن التجارة في اليونان القديمة مقيدة إلى حد كبير؛ إذ كانت الدولة تسيطر فقط على إمدادات الحبوب.
كانت التجارة عبر طريق الحرير عاملًا هامًا في تطور الحضارات من الصين وشبه القارة الهندية وفارس وأوروبا وشبه الجزيرة العربية، وهو ما أتاح بداية التفاعلات السياسية والأقتصادية طويلة المدى. وعلى الرغم من أن الحرير كان بالتأكيد هو العنصر التجاري الرئيس من الصين، فقد أُتجر في سلع شائعة أخرى مثل الملح والسكر، وانتقلت أيضًا الأديان والفلسفات التوفيقية والتكنولوجيات المختلفة والأمراض على طول طرق الحرير. وبالإضافة إلى الإتجار الاقتصادي، كان طريق الحرير وسيلة لممارسة المبادلات الثقافية بين الحضارات على امتداد شبكته. وقد أسفرت حركة الأشخاص مثل «اللاجئين والفنانين والحرفيين والمبشرين واللصوص والمبعوثين» عن تبادل الأديان والفنون واللغات والتكنولوجيات الجديدة.

## أشهر المؤلفات عن العولمة
نشر فرنسيس فوكوياما كتاباً يحمل فكرة نهاية الحضارات وألف د حسين كامل وزير التعليم المصري الاسبق كتاباً الوطنية في عالم بلا هوية ووالي نشر مقالات بجريدة الأهرام القاهرية الكاتب الراحل سيد ياسين الباحث مركز الأهرام للدراسات السياسية والاستراتيجية وبكل لغات العالم الف الكتاب عشرات الكتب عن العوالمة والتي تمثل حلقة في سلسلة محاولة جعل العالم قرية كونية وتوسع الشركات المتعدية الجنسيات وتراجع دور الدول القومية ووصفها البعض نهاية الحضارات وتصورها البعض ب عاد الثانية.
تستخدم العولمة للإشارة إلى:
- تكوين القرية العالمية: أي تحول العالم الكبير إلى ما يشبه القرية لتقارب الصلات بين الأجزاء المختلفة من العالم مع ازدياد سهولة انتقال الأفراد، التفاهم المتبادل والصداقة بين «سكان الأرض».
- العولمة الاقتصادية: ازدياد الحرية الاقتصادية وقوة العلاقات بين أصحاب المصالح الصناعية في بقاع الأرض المختلفة.
- التأثير السلبي للشركات الربحية متعددة الجنسيات، أي استخدام الأساليب القانونية المعقدة لمراوغة القوانين والمقاييس المحلية لاستغلال للقوى العاملة والقدرة الخدماتية لمناطق متفاوتة في التطور مما يؤدي إلى استنزاف أحد الأطراف (الدول) في مقابل الاستفادة والربحية لهذه الشركات.

مجالات العولمة
تدل العولمة إلى عملية تغيير جميع الحالات الإقليمية إلى حالة عالمية، حيث يتم عن طريقها دعم التواصل بين الدول في جميع العالم. ويعد الهدف الرئيسي من العولمة اتحاد الطاقات وتوجيهها، نحو الأحسن على جميع الأصعدة السياسية والتكنولوجية والاجتماعية والثقافية.
المجال الأقتصادي والمالي
المقصود بالعولمة في المجال الاقتصادي والمالي هو ما جعل العالم سوقاً واحداً  مفتوحاً أي العودة إلى آراء كينز من إلغاء الرسوم الجمركية بين الدول، وكذلك كافة القيود التي تحول دون حركة البضائع
والخدمات ورؤوس الأموال، فيمكن لأي شركة صناعية أن تقيم مصانع في أي دولة ويمكن لأي بنك أو شركة تأمين أو مكتب محاسبة أو هندسة أن يفتح فروعاً له، كما تنتقل رؤوس الأموال من عملة إلى أخرى كما تشاء. وتشمل العولمة أيضاً تحويل ملكية الدولة والقطاع العام للمشروعات إلى القطاع الخاص (وهو ما يسمى بالخصخصة) كما تشمل تحرير أسواق المال والأوراق المالية من أي قيود بحيث أن يكون تداول العملات والأسهم دون قيود فيشتريها من يريد وبأي قدر يريد.
المجال السياسي والعسكري
سبق أن أشرنا إلى ما تؤدي اليه العولمة الاقتصادية من سيطرة رأس المال على حكومات الدول الضعيفة بل حتى القوية، وما يعنيه ذلك من تأكل عنصر السيادة الداخلية، وهذا هدف مقصود فقد كثرت الكتابات عن ضرورة تقليص دور الدولة وحلول مؤسسات المجتمع المدني محلها. وهي كلمة حق أن أريد بها تدعيم الديمقراطية والحريات، أما أن أريد بها تزييف الديمقراطية وخضوع مؤسسات المجتمع المدني لتأثير رأس المال الأجنبي وهو ما صرح به أطراف الحوار الدائر حالياً حول تعديل قانون الجمعيات فهي أذن كارثة أخرى تصبح معها الديمقراطية التي لم ينعم بها معظم العالم الثالث هذا من الناحية السياسية الداخلية.
أما من ناحية السياسة الخارجية، فقد كانت حرب الخليج الثانية التي عملت على بداية نظام عالمي جديد بدأ باهتاً ثم تبينت معالمه فيما تلا ذلك من أحداث.
من أهم هذه الملامح خلو الساحة للولايات المتحدة بعد إنهيار الاتحاد السوفيتي وضياع التوازن الدولي، واتجاهها إلى فرض سيطرتها على العالم مستخدمة في ذلك جهاز الأمم المتحدة لإضفاء الشرعية على تصرفاتها المنطلقة من مصالحها الخاصة، وفي ذلك ضياع لعقود بذلت خلالها البشرية جهوداً نحو إقامة نظام عالمي حقيقي وليس نظاماً أمريكياً لحكم العالم، فتأكل مبدأ سيادة الدولة، وترنحت الأمم المتحدة تحت الضربات المتوالية التي وجهت إليها، وبات العالم تحكمه قرارات البيت الأبيض والكونجرس، أما أمال إصلاح نظام الأمم المتحدة بما يكفل مزيداً من الفاعلية، والديمقراطية الدولية، والعدالة، والسلام فقد ذهبت سدى.
الأمل العملي الحقيقي يتمثل في عودة التوازن الدولي نتيجة دخول قوى أخرى كالوحدة الأوروبية والصين واليابان إلى ساحة السياسة الدولية.
المجال الأجتماعي وحقوق الإنسان
تهدف العولمة في المجال الاجتماعي إلى تنميط البشر في جميع البلاد وفقا لمعايير الغرب، وقد تبدى هذا بوضوح في مؤتمرات الأمم المتحدة للسكان والمرأة وحقوق الإنسان وكشفت حرارة المناقشات عن مدى شراسة الهجمة الغربية الهادفة إلى تغليب معايير الثقافة الغربية والحضارة الغربية وتعميمها في العالم كله، كما كان لتلاقي وجهة نظر الفاتيكان مع وجهات النظر الإسلامية دلالتها من حيث أن المستهدف هو القيم الدينية الإسلامية، ومثل هذا الموقف منعطفا جديدا في الأوساط الدولية مغايرا للاتجاه الذي تبنته منظمة اليونسكو في عهد مديرها السابق والهادف إلى المحافظة على تباين الثقافات والحضارات، كما كشف الموقف عن أن ممثلي الدول الإسلامية في المنظمات الدولية والذين شاركوا في اعداد أوراق عمل هذه المؤتمرات أو كان مفروضا أن يشاركوا لم يكونوا في الواقع يمثلون ثقافة وقيم بلدانهم بقدر تعبيرهم عن الثقافة والقيم الغربية التي تربوا عليها في المعاهد والجامعات الغربية.
أن الموقف برمته يدعونا إلى تنبيه مفكرينا والمسئولين في وزارات الخارجية، والتربية، والثقافة، والشؤون الاجتماعية، خاصة إدارات المؤتمرات والمنظمات الدولية إلى الأهتمام بالمشاركة الأيجابية في العمل الدولي والتعبير من خلاله عن ثقافة وقيم الدول التي يمثلوها، والمتابعة المبكرة لما يجري الأعداء له في مطابخهم حتى لا نفاجأ بمثل ما حدث في المؤتمرات المشار إليها.
وإذا كان تنميط البشر وفقاً لمعايير الغرب هدفاً مقصوداً في المجال الاجتماعي ويقتصر أثره على المجتمعات غير الغربية فإن هناك أثراً آخر في هذا المجال يرتبط بالمنافسة الأقتصادية التي تنجم عن العولمة وهو خسارة الرعاية مكلفة للمشروع وللدولة وتنافى مع السعي إلى تحقيق أدنى تكلفة للإنتاج، وقد بدأت بالفعل قي دول العالم الأول مظاهر الإستغناء عن العمالة الدائمة واستخدام عمالة مؤقتة لا تتمتع بحماية قانون العمل وبدأت تتقلص مزايا تحديد ساعات العمل والعطلات الأسبوعية والسنوية وتأمينات العلاج والبطالة والشيخوخة بل وأجبر العمال كشرط لاستخدامهم على التعهد بعدم الانضمام إلى النقابات وإذا كان هذا حال العمالة في العالم الأول.
وما يميز العولمة أنها بقدر ما تعمل على تفكيك الفاعلين الاجتماعيين التقليديين مثل الدولة القومية والطبقة والأمة، تترك الأفراد أو الأغلبية الساحقة منهم مشتتين خارج أي إطار يسمح لهم بممارسة دورهم الجماعي أو بالتحول إلى جزء من مشروع عمومي. وهذا التفكيك هو الذي سمح للنخب الحاكمة بالتحرر من الالتزامات التقليدية وتحويل الدولة التي يسيطرون عليها إلى أداة لتحقيق أجندة خاصة تتناقض مع الأجندة الوطنية العامة أو تختلف اختلافا كبيرا عنها بقدر ما تتفق وأجندة السيطرة الخارجية النازعة إلى أن تكون سيطرة امبرطورية.

## العولمة الثقافية

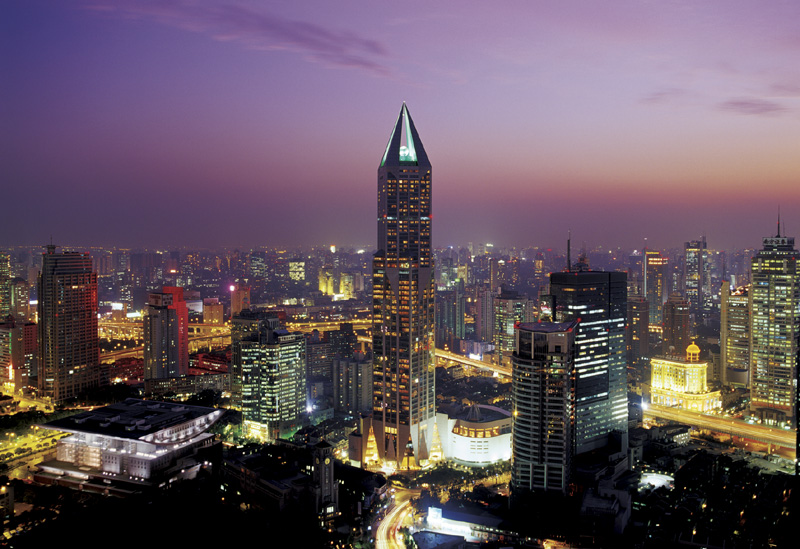
منظر ليلي لمدينة شنغهاي، الصينية مثال على العولمة والتأثير الأمريكي

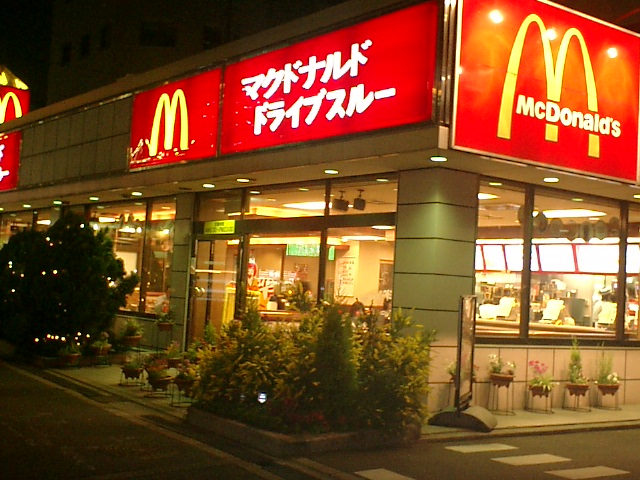
مطاعم ماكدونالدز للوجبات السريعة في اليابان دليل على التكتلات العالمية.

العولمة الثقافية تعني الإرتباط الثقافي بين المجتمعات والأعراق، أو بمعنى آخر انتقال الأفكار والعادات من مجتمع إلى آخر. العمليات الانتقالية الثقافية بين المجتمعات تختلف في الأهمية ودرجة التأثير.
فعلى سبيل المثال: الهيمنة السياسية والعسكرية والثقافية والاعلامية في العالم تعود لأمريكا، ومن هذا المنطلق نستطيع الجزم بأن الثقافة الأمريكية لها تأثير كبير على ثقافة مجتمعات العالم بحكم السيطرة الثقافية.
كما نرى أيضا بأن الأفلام الهوليوودية أو ما يعرف بالأفلام الأمريكية هي الأفلام الرائدة في عالم الإنتاج السينمائي ولهذا تجد ان الثقافة الأمريكية لها تأثير قوي على ثقافات المجتمعات الأخرى وقد يكون إيجابيًا أو سلبياً.
العولمة الثقافية عبارة عن ظاهرة تتأثّر بتجربة الحياة اليومية وبنشر الأفكار والسلع، كما تعمل على توحيد أشكال التعبير الثقافي في جميع أنحاء العالم، فهي تعتبر اتجاه نحو التجانس الذي سيجعل التجربة الإنسانية في كل مكان كما هي في الأساس، وذلك بسبب كفاءة وجاذبيّة الاتصالات اللاسلكيةّ، والتجارة الإلكترونيّة، والثقافة الشعبيّة، والسفر الدولي أيضاً، ولكنّها أبعد ما تكون لجعل أي شيء أقرب إلى ثقافة العالم الواحد.

## انتقاد العولمة
هنالك الكثير من الانتقادات من معارضي العولمة لما بها من مساوئ
وهناك أمثلة عليها إذا تحدثنا من الناحية الاقتصادية:
- 1- الاستغلال: وهو إستغلال الدول الكبرى لدول العالم الثالث لأخذ المواد الخام.
- 2-الإسراف في الإستهلاك: وهو جعل المواطنين تحت ظل السكرة الإعلانية وينتج عنه الإسراف في شراء الكماليات.
- 3-الاقتصاد لقلة من الأقوياء: هو السيطرة الاقتصادية والاكتناز المالي لقلة من الناس وهذه الفئة تندرج تحت الاستغلال حيث أن الموارد المستخدمة لا تضاهي سعر السلعة المنتجة.

## الثقافة والهوية الثقافية

### تحديد مفهومي الثقافة والهوية الثقافية
إن مفهوم الثقافة من المفاهيم التي لم تقتصر على تعريف واحد وموحد بل أعطيت لها تعاريف متعددة كان أبرزها أن الثقافة هي جميع السمات الروحية والفكرية والقومية التي تميز جماعة عن أخرى، وهي شاملة لطرائق الحياة والتفكير والتقاليد والمعتقدات والآداب والقيم والبعد التاريخي باعتباره عامل جوهري في مفهوم الثقافة. وليس هناك ثقافة واحدة وإنما تسود أنواع وأشكال ثقافية منها ما يميل إلى الأنغلاق والأنعزال، ومنها ما يسعى إلى الأنفتاح والإنتشار.
إن مفهوم الهوية الثقافية يعرف من جهتين، الأولى خارجية بدأت في الآونة الأخيرة مع العولمة وتعددت تعريفاتها على مستوى كل المجالات المعروفة وما تمثله العولمة من محاولة لتنظيم أو إعداد نظام عالمي جديد بكل ما يترتب عليه من هذا النظام من سلبيات تطال في معظمها بلدان العالم الثالث. أما الجهة الثانية، فهي داخلية وتتمثل في ندرة المقاربات العلمية والموضوعية بهذا الموضوع خاصة في دول العالم الثالث فالهوية الثقافية لا تكتمل إلا إذا كانت مرجعيتها جماع الوطن والأمة والدولة بوصفها التجسيد القانوني لوحدة الوطن والأمة، وكل ما يمس بواحدة من هذه فهو يمس بالهوية الثقافية.

### علاقة العولمة والهوية الثقافية
إن العلاقة بين العولمة والهوية الثقافية في التنافر والتصادم والصراع إذ تسعى العولمة إلى خلق وحدة ومنظومة متكاملة، في حين تدافع الهوية عن التنوع والتعدد. كما نجد العولمة تهدف إلى القضاء على الحدود والخصوصيات المختلفة بينما الهوية تسعى إلى الاعتراف بعالم الإختلافات وترفض الذوبان، وبإختصار فالعولمة تبحث عن كل ما هو عام وشامل بينما الهوية هي أنتقال من العام إلى الخاص ومن الشامل إلى المحدود.

### بعض آليات ومظاهر عولمة الثقافة
لعل أبرز ما يجسد تأثير العولمة على ثقافات المجتمعات الأخرى هو الإنتشار الواسع والكبير لشركة «كوكا كولا» ولمطاعم «الهامبرغر» «والماكدونالدز» هذه الأخيرة التي تعتبر واحدة من أكبر المطاعم التجارية الأمريكية وهي رمز الإمبريالية الرأسمالية الأمريكية
فهذه العلامات التجارية تقدم وجبات سريعة لا تتيح للزبائن الجلوس لفترات طويلة، ومن هنا انتقلت من كونها نظاماً لبيع الطعام السريع إلى نمط حياة وذلك من خلال نظامها الذي قضى على العلاقات البشرية التي لم تعد بين الإنسان وأخيه بمفهوم التفاعل المباشر بل هي محكومة بقضايا مادية مما تسبب في إختفاء الحميمية في العلاقات.
كما نجد كذلك وسائل الاتصال والإعلام ساهمت بشكل كبير في إنتشار العولمة في المجال الثقافي وتتجلى هذه المساهمة في القنوات التلفزيونية والفضائية التي بواسطتها يتم بث أفلام ومسلسلات وموسيقى تمثل سلوكيات العنف والجنس بشكل إباحي يتناقض مع العفة في المجتمعات العربية المحافظة.

### ردود الفعل
في العالم العربي تتشكل صورة تنوع متعدد فهو يضم مجموعة من الثقافات واللغات والأعراف المتعددة والمتنوعة غير أن ثمة قيم ومثل عليا تتوحد حولها هذه الأمم والشعوب وتشكل بالنسبة لها إرثاً مشتركاً ينبغي حمايته والدفاع عنه، لقد أصبحت جهود البلدان اليوم تتجه نحو خلق تنمية مستدامة تضمن لجميع الشعوب حياة آمنة في جو من الأخوة والانسجام، وذلك من خلال إستغلال توجيه التنوع الثقافي لصالح جهود التنمية ومحاربة الفقر والأوبئة التي تجتاح مناطق عديدة من العالم. إن التنوع داخل المجتمع الواحد يمكن أن يستغل كحافز للتنمية والأستقرار إذا ما كرست الجهود الحكومية وغير الحكومية لذلك، وهو ما يمكن أن يحدث عن طريق خلق برنامج وأنشطة مهتمة بهذا المجال. فالعالم العربي والإسلامي أصبح ينظر إلى العولمة على أساس أنها أداة للهيمنة والسيطرة القوية على الضعيف. فليس الإنكماش والإنطواء على الذات هو الوقاية من العولمة بل يمكن التعامل مع العولمة على أنها تطور هائل في التقنيات ووسائل المعرفة وأن التطور ليس موجه ضدنا بالضرورة وإنما هو لصالحنا إن نحن استخدمناه استخداما سليما يمكننا من الحفاظ على هويتنا الثقافية في ظل تعاطي إيجابي مع العالم والمستجدات الدولية في هذا المجال.
الدول النامية والتي تعتبر الدول العربية والإسلامية منها، لا يمكنها أن تمنع العولمة الثقافية من الانتشار، لأنها ظاهرة واقعية تفرض نفسها بحكم النفوذ السياسي والضغط الاقتصادي والتغلغل المعلوماتي والإعلامي التي يمارسها النظام العالمي الجديد، لكن تستطيع أن تتحكم في الآثار السلبية لهذه العولمة، إذ بذلت جهودا مضاعفة للخروج من مرحلة التخلف إلى مرحلة التقدم في المجالات كلها وليس فحسب في مجال واحد نظراً للترابط بين عناصر التنمية الشاملة ومكوناتها.

## آراء فيها
- يوسف القرضاوي يميز بين العولمة والعالمية، ويعتبر العولمة في صيغتها الحالية «استعمارا جديدا».[22]

### التهجين
- يرى العديد من الكتّأب أن العولمة الثقافية هي عملية تاريخية طويلة الأمد لجلب الشعوب المختلفة للترابط. جان بيترس يشير إلى أن العولمة الثقافية تنحصر في دمج الإنسان والتهجين، بحجة أنه من الممكن الكشف عن الاختلاط الثقافي عبر القارات والأقاليم من خلال العودة إلى قرون عديدة وملاحظة التغيير. فعلى سبيل المثال، يشار إلى الممارسات الدينية واللغة والثقافة كحركة جلبها الاستعمار الإسباني للقارتين الأميركتين. كمثال آخر، التجربة الهندية تظهر تأثير العولمة الثقافية وتاريخها الطويل. عمل هؤلاء المؤرخين الثقافيين يؤهل الكتّأب – في الغالب علماء الأقتصاد وعلماء الاجتماع – الذين يتتبعون أصول العولمة إلى الرأسمالية الحديثة، والتي سُهلت من خلال التقدم التكنولوجي.

### التجانس
- وجهة نظر بديلة حول العولمة الثقافية تؤكد على أن التنوع في جميع انحاء العالم يتبدل ويتحول إلى وباء بسبب ثقافة الاستهلاك الغربية. يرى بعض النقاد  أن هيمنة الثقافة الأمريكية المؤثرة على العالم بأسره سوف تؤدي في نهاية المطاف إلى القضاء على التنوع الثقافي. هذه العملية تُرى على أنها الإمبريالية الثقافية التي ترتبط مع تدمير الهويات الثقافية، التي تهمين عليها ثقافة الإستهلاك الغربية المتجانسة. التأثير العالمي للمنتجات والشركات والثقافة الأمريكية في البلدان الأخرى في جميع أنحاء العالم يُشار إليه باسم الأمركة. ويتمثل هذا التأثير من خلال برامج التلفاز الأمريكية التي يتم بثها في جميع أنحاء العالم. شركات أمريكية كبرى مثل ماكدونالدز وكوكا كولا لعبت دوراً رئيسياً في إنتشار الثقافة الأمريكية حول العالم. وتم صياغة عبارات مثل «إستعمار الكوكا» للإشارة إلى هيمنة المنتجات الأمريكية في البلدان الأخرى، التي يراها بعض النقاد خطراً على الهوية الثقافية لهذه الدول.

### إشتداد الصراع
- ترى وجهة نظر أخرى بأنه قد يظهر «صدام حضارات» كردة فعل عكسية على العولمة الثقافية. يؤكد صموئيل هنتنغتون على حقيقة أنه في حين أن العالم يصبح أصغر ومترابط بشكل أكبر، يقوم التفاعل بين الشعوب والثقافات المختلفة بتعزيز الوعي الحضاري وهذا بدوره ينشط الخلافات. فبدلا من التوصل إلى المجتمع الثقافي العالمي، تقوم عملية العولمة الثقافية بالزيادة من حدة الاختلافات في الثقافة مما جعلها مصدرا للصراع. في حين أن العديد عارض على وصفها بأنها «صدام حضارات»، هناك توافق عام على أن العولمة الثقافية هي عملية متناقضة تجلب الشعور بالإختلافات الفرعية والخصام العقائدي. كبديل آخر، ناقش بنجامين باربر في كتابه "Jihad VS McWorld" التقسيم الثقافي في مختلف أنحاء العالم . ففي كتابه، «ماك وورلد» يمثّـل عالم العولمة والتواصل العالمي والأعتماد المتبادل في هدف لإنشاء «شبكة عالمية متجانسة تجاريا». وتنقسم هذه الشبكة العالمية إلى أربع ضرورات: السوق والموارد وتقنية المعلومات والإلزام البيئي. من ناحية أخرى، «جهاد» يتمثل في التقليدية والحفاظ على هوية الفرد. في حين أن «صدام الحضارات» يصور العالم مع خمسة ائتلافات للدول القومية، Jihad vs McWorld" " يظهر عالم حيث تكون الصراعات على مستوى غير وطني. على الرغم من أن معظم الدول الغربية رأسمالية ويمكن اعتبارها دول «ماك وورلد»، المجتمعات في هذه الدول يمكن أعتبارها «جهاد»، والعكس.

## إيجابيات العولمة
1.توسيع الفرص الاقتصادية: تسمح العولمة بزيادة الفرص الاقتصادية وتوسيع السوق للشركات والأفراد يمكن للشركات الوصول إلى عملاء وأسواق جديدة في أنحاء العالم، وبالتالي زيادة الإيرادات والنمو الاقتصادي.
2.التبادل الثقافي: تعزز العولمة التواصل الثقافي وتبادل المعرفة والأفكار بين الثقافات المختلفة. يمكن للأفراد التعرف على ثقافات مختلفة وتبني وجهات نظر متنوعة وفهم أفضل للعالم المحيط بهم.
3. تقدم التكنولوجيا والاتصالات: تعزز العولمة التقدم التكنولوجي وتحسين وسائل الاتصال والمواصلات. يمكن للأفراد التواصل بسهولة مع بعضهم البعض عبر الحدود، والوصول إلى المعلومات والموارد عبر الإنترنت.

## سلبيات العولمة
1. تفاقم الفوارق الاقتصادية: يمكن أن تؤدي العولمة إلى تفاقم الفوارق الاقتصادية بين الدول وداخلها. قد تستفيد الدول الغنية والشركات الكبيرة من العولمة بشكل أكبر مقارنة بالدول الفقيرة والأفراد ذوي الدخل المنخفض.
2 فقدان الهوية الثقافية: قد تتسبب العولمة في فقدان الهوية الثقافية المحلية وتوحيد الثقافات قد يتم تبني نماذج وسلوكيات ثقافية أجنبية على حساب التراث والتنوع الثقافي الأصلي.
3. تهديد البيئة والموارد: يمكن أن تتسبب بعض عمليات العولمة في استنزاف الموارد الطبيعية وتلوث البيئة قد تنشط بعض الصناعات في الدول التي تفتقر لتشريعات بيئية صارمة، مما يؤثر على البيئة والصحة العامة.
4. فقدان فرص العمل المحلية: يمكن أن يتسبب التنافس العالمي والتحرر الاقتصادي في فقدان فرص العمل المحلية في بعض الصناعات، خاصة في الدول التي تفتقر إلى تكنولوجيا متقدمة أو تكلفة عمالة منخفضة.
هذه بعض الإيجابيات والسلبيات الشائعة للعولمة، ومن الضروري مواجهة التحديات والمخاوف المرتبطة بها وتعزيز الجوانب الإيجابية وتقليل السلبيات من خلال التعاون والتنظيم الدولي.